# Самцов, Сергей Павлович
Сергей Павлович Самцов (1882 — 1936) — русский офицер, герой Первой мировой войны, участник Белого движения.

## Биография
Уроженец Керчи. В 1909 году — унтер-офицер 40-го пехотного Колыванского полка, 5 октября 1909 года произведен в прапорщики запаса армейской пехоты по Московскому уезду, затем числился по Санкт-Петербургскому уезду.
С началом Первой мировой войны был призван из запаса, состоял в 81-м пехотном Апшеронском полку. Был произведен в подпоручики командующим 3-й армией (производство утверждено Высочайшим приказом от 3 июня 1916 года). Удостоен ордена Святого Георгия 4-й степени
За то, что 14 мая 1915 года, в бою у д. Вилево, под сильным ружейным и артиллерийским огнем, во главе роты, овладел неприятельским укреплением штыковым ударом и затем, совместно с 7-й ротой, захватил с боя 3 мортиры. В бою этом был ранен.
Произведен в поручики 10 января 1917 года. С началом Гражданской войны вступил в Добровольческую армию, участвовал в 1-м Кубанском походе. В июле 1918 года — в 1-й роте 1-го Офицерского (Марковского) полка, с 15 марта по 13 апреля 1919 года — на Новороссийской военной базе.
В эмиграции в Югославии. В 1930 году стал одним из основателей Объединения 81-го пехотного Апшеронского полка. Умер в 1936 году в Панчеве. Похоронен на местном православном кладбище. Георгиевский крест поручика Самцова хранился в полковом музее Апшеронского полка в Нью-Йорке.

## Награды
- Орден Святой Анны 4-й ст. с надписью «за храбрость» (ВП 3.01.1915)
- Орден Святого Станислава 3-й ст. с мечами и бантом (ВП 4.01.1915)
- Орден Святого Владимира 4-й ст. с мечами и бантом (ВП 14.11.1915)
- Орден Святой Анны 3-й ст. с мечами и бантом (ВП 2.12.1915)
- Высочайшее благоволение «за отличия в делах против неприятеля» (ВП 27.06.1916)
- Орден Святого Георгия 4-й ст. (ВП 26.08.1916)
- Орден Святой Анны 2-й ст. с мечами (ВП 19.11.1916)
- Орден Святого Станислава 2-й ст. с мечами (ВП 19.12.1916)